# Berhaneyesus Demerew Souraphiel
Berhaneyesus Demerew Souraphiel CM (ur. 14 lipca 1948 w Tchela Claka) – etiopski hierarcha Kościoła katolickiego obrządku etiopskiego, arcybiskup metropolita Addis Abeby, kardynał.

## Życiorys
Wyświęcony na kapłana 4 lipca 1976. Sakrę biskupią przyjął 25 stycznia 1998 (udzielił mu jej kardynał Paulos Tzadua). Otrzymał tytuł biskupa tytularnego Bity. Od 7 lipca 1999 roku arcybiskup Addis Abeby.
4 stycznia 2015 ogłoszony kardynałem przez papieża Franciszka. Insygnia nowej godności odebrał 14 lutego.